# Uummannaq (Qaanaaq Kommune)
|  | Dublet Denne artikel handler om det samme som Dundas. (Diskutér artiklen) |

76°32′N 68°50′V / 76.533°N 68.833°V
 For alternative betydninger, se Uummannaq (flertydig). (Se også artikler, som begynder med Uummannaq)
Uummannaq (Gammel Thule, dansk: Dundas) er en fraflyttet by i Qaanaaq Kommune, i det nordvestlige Grønland.
Uummannaq var tidligere centrum for en ganske spredt befolkning og havde både butik og sygehus. Da Thule Air Base blev bygget 1951 blev indbyggerne her og i byen Pituffik tvangsflyttet længere bort fra basen. De blev i maj 1953, med 4 dages frist, flyttet 130 km til Qaanaaq. Den gamle handelsstation her (Thule Handelsstation) er flyttet til Qaanaaq og er i dag museumsbygning i Qaanaaq museum. Her boede i sin tid Knud Rasmussen og Peter Freuchen. Handelsstationen blev etableret i 1909 og hed Nordstjernen. Bygningen blev flyttet i 1986.
Der er rejst en mindesten for Knud Rasmussen her.